# Тульська губернія
Тульська губе́рнія (рос. Тульская губерния) — адміністративна одиниця колишньої Російської імперії.

## Історія
Губернія була утворена 1796 року з Тульського намісництва. Проіснувала до 1929 року.

## Адміністративний поділ
На 1897 рік складалася з 12 повітів
| Назва | Адмінцентр | Вікідані |
| --- | ---------- | --- |
| - Алексинський повіт - Бельовський повіт - Богородицький повіт - Веньовський повіт - Єпифанський повіт - Єфремовський повіт - Каширський повіт - Крапивенський повіт - Новосильський повіт - Одоєвський повіт - Тульський повіт - Чернський повіт |            | Алексинський повітd Богородицький повітd Бельовський повіт Веньовський повітd Епифанський повітd Єфремовський повітd Каширський повіт Крапивенський повітd Novosil Uyezdd Одоєвський повітd Тульський повітd Чернський повітd |

1923 року Каширський повіт відійшов до Московської губернії. 1924 року ліквідовано Єпифанський, Одоєвський та Чернський повіти. 1925 року до Орловської губернії передано Новосильський повіт. у 1925-26 роках ліквідовано повітовий поділ, губернію поділено на райони.